# 标致氏魮脂鲤
标致氏魮脂鯉，為輻鰭魚綱脂鯉目脂鯉亞目脂鯉科魮脂鯉屬的其中一個種。

## 扩展阅读
- 維基物種上的相關：标致氏魮脂鯉